# 미녀와 야수 (뮤지컬)

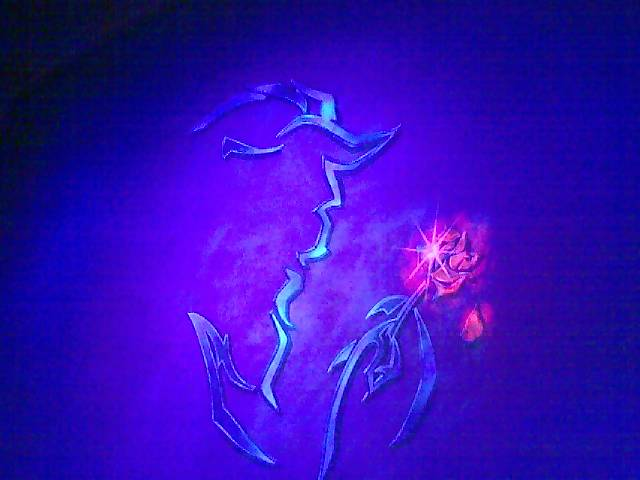

미녀와 야수(영어: Beauty and the Beast)는 영화 《미녀와 야수》를 바탕으로 1994년에 제작된 뮤지컬이다. 디즈니 최초 극장 뮤지컬로 제작되어, 2007년 7월 29일에 마지막 공연이 행해졌다.
2004년 최초의 한국어 라이선스 공연이 LG아트센터에서 개막하였으며, 벨 역에 뮤지컬배우 조정은, 야수 역에 성악가 현광원이 캐스팅 되었다.